# Estefanía Küster
Stefanie Ingrid Küster (Asunción; 28 de julio de 1979), también conocida como Estefanía Kuster; es una modelo, presentadora y bailarina paraguaya nacionalizada alemana.

## Biografía
Kuster apareció como bailarina en el video musical «Türlich, türlich», del rapero hamburgués Das Bo. Adquirió notoriedad debido a su relación con el productor musical Dieter Bohlen, con quien tuvo un hijo, Maurice Cassian.
Fue invitada en varias series de televisión alemana, como Wetten, dass..? y Johannes B. Kerner Show. En el verano de 2006, dejó la ciudad de Bohlen para ir a vivir a Hamburgo. Fungió como presentadora del programa so You think you Can Dance!, que empezó en noviembre de 2006.

## Filmografía
| - Wetten, dass..? (1 episodio, 2003) - NDR Talk Show (1 episodio, 2007) - Quiz Taxi (1 episodio, 2007) - Volltreffer - Schiffe Versenken XXL (2007) - Promi ärgere dich nicht! (1 episodio, 2008) | - Lafer! Lichter! Lecker! (1 episodio, 2008) - Die Johannes B. Kerner Show (2 episodios, 2002–2009) - Lucky Fritz (2009) - Markus Lanz (1 episodio, 2009) - Das perfekte Promi-Dinner (1 episodio, 2010) |